# Scorsone
Lo Scorsone è una fiumara calabrese. Affluente del fiume Beltrame, sgorga dalle colline delle Preserre catanzaresi e attraversa il centro abitato di San Vito sullo Jonio.
Nel 1972 causò una disastrosa esondazione con vittime e feriti.